# La Reconnue
La Reconnue est une comédie humaniste écrite par Rémy Belleau en 1563 et publiée de manière posthume en 1578 ; elle ne fut, semble-t-il, jamais jouée du vivant de son auteur.

## Intrigue
La jeune et pure Anthoinete, convertie au protestantisme, est promise à un capitaine parti en guerre et courtisée par l'avocat chez qui elle réside et par un jeune étudiant sans moyens. L'avocat, marié, voudrait la faire épouser son clerc afin de pouvoir en jouir librement.

## Éditions
- Édition originale : Rémy Belleau, Les Œuvres poétiques, II : Les Odes d'Anacréon Teien, poète grec / traduictes en françois par Remy Belleau. Avec quelques petites hymnes de son invention, & autres diverses poesies ; Ensemble une comédie, Paris : Gilles Gille, 1578.
- Édition moderne : Rémy Belleau, La Reconnue, Genève, Jean Braybrook (éd.), Droz, 1989.

## Études
- Émile Chasles, La comédie en France au XVIe siècle, Paris, Librairie académique de Didier, 1862 ;
- Louis Petit de Julleville, La Comédie et les mœurs en France au Moyen Âge, 1886 ;
- Pietro Toldo, « La comédie française de la Renaissance », Revue d'histoire littéraire de la France, 1898.